# Штрипс
Штрипс (від англ. strips множ. від strip — смуга, стрічка) — сталева штаба, що використовується як заготовка при виробництві зварних труб. Ширина штрипсу — 30-400 мм, товщина — 1,75 — 10 мм. Штрипс виготовляють на штабових (штрипсових) станах або повздовжним розрізанням рулонної сталі. Після прокатки або нарізки з рулонної сталі штрипс змотується у рулон або розрізається на штаби необхідної довжини.
В Україні перший штрипсовий стан побудований у 20 столітті на Макіївському металургійному заводі. Це був один з найперших таких станів у СРСР поряд зі станом на Магнітогорському комбінаті. Пізніше потужний штрипсовий стан було побудовано також на Криворізькому заводі.

## Виноски
1. ↑   Металлургическая и горнорудная промышленность. 1972. — С. 29. (рос.)